# 国東始
国東 始（くにあずま はじめ、1975年9月4日 - 2025年1月27日）は、ブラジル・サンパウロ市出身、玉ノ井部屋所属の元大相撲力士。本名はヴァンデル・ラーモス（のちにヴァンデル・ラモス）。身長192cm、体重180kg。趣味は音楽鑑賞。最高位は西十両4枚目（2001年9月、11月場所）。得意技は右四つ、寄り、突き、叩き。愛称は「ラモス」、血液型はO型。イタリア系ブラジル人。

## 来歴
小学生の時には柔道を習っていたが、中学に入学すると相撲を始めた。以降、相撲で活躍しブラジルの国内の大会に出場するなど活躍した。高校に進学し、明治大学中野中相撲部主催のホームステイする際に、玉ノ井部屋に世話になった。その縁で友人が入門したいと考えていたので、その父から「一緒にいってくれないか」と頼まれたため本人も入門を決意。1991年8月に他の3人と共に来日し、玉ノ井部屋に入門した。同時に来日した東風（最高位:幕下）と北東（最高位:幕下）は日系人、若東（最高位：十両）は純日本人（両親が日系一世）であったため、日本人の血統をひかないブラジル人は国東のみであった。同年9月場所で初土俵を踏み、長身を生かしたスケールの大きな相撲で幕下まで順調に番付を上げていった。
右四つからの強引な小手投げで勝機を掴んでいったが、小手投げの多様による腰痛に悩まされからは低迷し、長期休場も2度経験した。2度とも序ノ口まで番付を落としているが、土俵復帰後は短期間で幕下上位まで復帰してきたので各段優勝は5回を数える。2000年5月場所に幕下優勝を果たし、東幕下2枚目まで番付を上げた翌7月場所では4勝3敗と勝ち越しを決め、翌9月場所に十両に昇進。純ブラジル人初めての関取となった。その場所は序盤から優勝争いに食い込んだが、9勝目を上げた13日目の相撲で左手の関節を故障し途中休場となった。
しばらく十両に定着していたが、腰の古傷の状態が悪化し、2002年3月場所を最後に幕下に陥落。その後も十両復帰を目指して相撲を取り続けていたが、2003年9月場所には三段目に陥落。2004年3月場所に西三段目20枚目で5勝2敗と勝ち越したのを最後に現役を引退した。尚、ブラジルから渡ってきた同期の中で最後まで現役を勤めた。引退後は実業家に転身した。
2007年10月20日、テレビ朝日系討論番組「朝まで生テレビ! 激論“国技大相撲”に未来はあるか？」にパネリストとして出演した。
2025年1月27日、心筋梗塞のためサンパウロで死去。49歳没。

## 主な戦績
- 生涯成績：276勝183敗146休 勝率.601
- 十両成績：52勝53敗45休 勝率.495
- 現役在位：76場所
- 十両在位：10場所
- 各段優勝
  - 幕下優勝：1回（2000年5月場所）
  - 三段目優勝：1回（1996年9月場所）
  - 序二段優勝：1回（1999年3月場所）
  - 序ノ口優勝：2回（1995年11月場所、1999年1月場所）

### 場所別成績
| | 一月場所 初場所（東京）  | 三月場所 春場所（大阪）   | 五月場所 夏場所（東京）   | 七月場所 名古屋場所（愛知） | 九月場所 秋場所（東京）   | 十一月場所 九州場所（福岡） |
| --- | ------------------------ | ------------------------- | ------------------------- | --------------------------- | ------------------------- | --------------------------- |
| 1991年 （平成3年） | x                        | x                         | x                         | x                           | （前相撲）                | 西序ノ口34枚目 6–1          |
| 1992年 （平成4年） | 東序二段83枚目 6–1       | 東序二段13枚目 5–2        | 東三段目77枚目 3–4        | 西三段目93枚目 4–3          | 東三段目73枚目 2–5        | 西三段目100枚目 6–1         |
| 1993年 （平成5年） | 東三段目44枚目 6–1       | 西幕下59枚目 5–2          | 西幕下35枚目 5–2          | 東幕下22枚目 4–3            | 東幕下16枚目 4–3          | 西幕下11枚目 2–5            |
| 1994年 （平成6年） | 東幕下27枚目 4–3         | 西幕下20枚目 3–4          | 東幕下26枚目 4–3          | 西幕下19枚目 2–5            | 西幕下35枚目 4–3          | 西幕下27枚目 休場 0–0–7     |
| 1995年 （平成7年） | 西三段目7枚目 休場 0–0–7 | 東三段目67枚目 休場 0–0–7 | 西序二段27枚目 休場 0–0–7 | 西序二段98枚目 休場 0–0–7   | 西序二段168枚目 2–5       | 西序ノ口13枚目 優勝 7–0     |
| 1996年 （平成8年） | 東序二段30枚目 5–2       | 西三段目94枚目 4–1–2      | 東三段目74枚目 休場 0–0–7 | 東三段目74枚目 5–2          | 東三段目42枚目 優勝 7–0   | 東幕下26枚目 5–2            |
| 1997年 （平成9年） | 西幕下14枚目 4–3         | 西幕下11枚目 5–2          | 東幕下5枚目 1–6           | 西幕下24枚目 3–4            | 西幕下33枚目 4–3          | 東幕下24枚目 5–2            |
| 1998年 （平成10年） | 西幕下12枚目 2–5         | 東幕下32枚目 0–7          | 東三段目7枚目 休場 0–0–7  | 東三段目67枚目 休場 0–0–7   | 西序二段27枚目 休場 0–0–7 | 西序二段97枚目 休場 0–0–7   |
| 1999年 （平成11年） | 西序ノ口18枚目 優勝 7–0  | 東序二段20枚目 優勝 7–0   | 西三段目32枚目 6–1        | 西幕下53枚目 6–1            | 西幕下26枚目 4–3          | 西幕下21枚目 6–1            |
| 2000年 （平成12年） | 西幕下8枚目 休場 0–0–7   | 東幕下48枚目 6–1          | 西幕下22枚目 優勝 7–0     | 東幕下2枚目 4–3             | 東十両9枚目 9–5–1         | 西十両6枚目 休場 0–0–15     |
| 2001年 （平成13年） | 西十両6枚目 7–8          | 西十両7枚目 7–8           | 西十両8枚目 8–7           | 西十両5枚目 8–6–1           | 西十両4枚目 休場 0–0–15   | 西十両4枚目 7–8             |
| 2002年 （平成14年） | 東十両5枚目 6–9          | 東十両8枚目 0–2–13        | 東幕下8枚目 休場 0–0–7    | 西幕下48枚目 3–4            | 西三段目2枚目 6–1         | 西幕下29枚目 5–2            |
| 2003年 （平成15年） | 西幕下15枚目 3–4         | 東幕下25枚目 2–5          | 西幕下42枚目 3–4          | 東幕下51枚目 休場 0–0–7     | 西三段目31枚目 4–2–1      | 西三段目16枚目 休場 0–0–7   |
| 2004年 （平成16年） | 東三段目77枚目 6–1       | 西三段目20枚目 引退 5–2–0 | x                         | x                           | x                         | x                           |
| 各欄の数字は、「勝ち-負け-休場」を示す。 優勝 引退 休場 十両 幕下 三賞：敢=敢闘賞、殊=殊勲賞、技=技能賞 その他：★=金星 番付階級：幕内 - 十両 - 幕下 - 三段目 - 序二段 - 序ノ口 幕内序列：横綱 - 大関 - 関脇 - 小結 - 前頭（「#数字」は各位内の序列） |                          |                           |                           |                             |                           |                             |

## 改名歴
- 国東 次郎（くにあずま じろう）1991年9月場所 - 1995年11月場所
- 国東 始（くにあずま はじめ）1996年1月場所 - 2002年7月場所
- 功弐東 竜（くにあずま りゅう）2002年9月場所 - 2004年3月場所